# Cardioglossa schioetzi
Espèce
Statut de conservation UICN

 VU B1ab(iii) : Vulnérable
Cardioglossa schioetzi est une espèce d'amphibiens de la famille des Arthroleptidae.

## Répartition
Cette espèce se rencontre de 1 640 à 1 800 m d'altitude sur le mont Oshie et les monts Gotel dans l'Ouest du Cameroun et sur le plateau Obudu dans le Sud-Est du Nigeria.

## Étymologie
Cette espèce est nommée en l'honneur d'Arne Schiøtz.

## Publication originale
- Amiet, 1982 : Une nouvelle Cardioglossa orophile de la dorsale camerounaise: C. schioetzi nov. sp. (Amphibia, Anura, Arthroleptinae). Annales de la Faculté des Sciences du Cameroun, vol. 28, p. 117-131.